# Terry Tiffee
Terry Ronald Tiffee, född den 21 april 1979 i North Little Rock i Arkansas, är en amerikansk före detta professionell basebollspelare som tog brons för USA vid olympiska sommarspelen 2008 i Peking.
Tiffee spelade i Major League Baseball (MLB) för Minnesota Twins (2004–2006) och Los Angeles Dodgers (2008). Totalt spelade han 97 matcher med ett slaggenomsnitt på 0,226, fem homeruns och 29 RBI:s (inslagna poäng).
Tiffee gjorde sin sista match som proffs 2012.